# Sharjah FC
Ash-Sharjah Sports & Cultural Club (arabsky: نادي الشارقة) je fotbalový klub ze Spojených arabských emirátů z města Šardžá, který byl založen roku 1966. Klub hraje nejvyšší ligu Spojených arabských emirátů UAE Pro League. Své domácí zápasy hraje na Sharjah Stadium s kapacitou 10 082 míst.